# گلوهار
گلوهار (به بلغاری: Gluhar) یک منطقهٔ مسکونی در بلغارستان است که در شهرستان کاردژالی واقع شده‌است.